# 無限男子
無限男子（むげんだんし）とは、NHK総合テレビジョンのバラエティドラマ『祝女』から誕生した3人組男性ユニットである。

## 概要
設定上では、ユニット名は「無限の可能性を秘めた男子」というコンセプトの下命名。韓国で結成され、韓流ユニットとして日本にも上陸し音楽だけでなく様々な活動で女性ファンをとりこにしているとの事。
メンバーはパンサー（コン・テユ）、ドラゴン（イ・テガン）、ポセイドン（太田基裕）の3人で、太田以外の2名はいずれも実際に韓国人の俳優を起用している。
『祝女』劇中のユニットでありながら、地上波での後番組『MUSIC JAPAN』ほか各局の音楽・バラエティ番組や各種イベントにも出演を果たしたり、オリジナル楽曲が着歌配信およびCD・DVDリリース、公式サイトも開設された。
また、コン、イの2人は、文化放送の「文化放送ホームランナイター」でナイター中継が当初から予定されていない日の予備番組として放送されている「K-POP COUNT DOWN」でパーソナリティーも担当した。
2013年放送のNHK連続テレビ小説『あまちゃん』にて、観光協会職員の栗原しおり（安藤玉恵）が無限男子のファンという設定で、観光協会の中に団扇などのグッズが置かれていた。

## ディスコグラフィー
- Infinity Love/恋愛年齢∞無限大（2011年2月16日発売）CD・DVD